# Учителят (Шифърът на Леонардо)
Учителят е измислен герой от романа Шифърът на Леонардо. Той е тайнствена фигура, която движи сюжета на романа. Той не само е научил за обета на Опус Деи, но също така е и идентифицирал четиримата водачи на Ордена на Сион, които от своя страна знаят мястото на ключовия камък. Учителят се свързва с епископ Мануел Арингароса и се съгласява да му даде фантастичен артефакт, който ще даде на Опус Деи голяма мощ. Учителят използва Сила за изпълнение на плановете си.